# Бём, Вильмош
Вильмош Бём (венг. Vilmos Böhm или нем. Wilhelm Böhm; 6 января 1880, Будапешт — 28 октября 1949, Стокгольм) — венгерский политический, военный и дипломатический деятель. Один из реформистских руководителей Социал-демократической партии Венгрии.

## Биография
Родился в Будапеште, в еврейской семье, принадлежащей среднему классу; отец — Липот Бём венг. Lipót Böhm, мать — Розалия Розенцвейг.
В период Венгерской советской республики в 1919 году в течение четырёхмесячного советского режима Белы Куна Вильмош Бём занимал пост народного комиссара по военным делам, главнокомандующего венгерской Красной Армией.
Позже был назначен послом в Вену. В конце июля 1919 году заключил соглашение с Антантой о свержении в Венгрии пролетарской диктатуры.
После подавления Венгерской Советской республики Бём эмигрировал и возглавлял социалистическую эмигрантскую группу «Világosság»; с 1938 года жил в Швеции. В Стокгольме Бём работал в английском посольстве, готовя аналитические доклады по странам Восточной Европы, — в первую очередь, по Венгрии и Чехословакии, где он тоже проживал в эмиграции 4 года. От имени режима Хорти в 1943 году Бём вёл секретные переговоры с англичанами с целью помочь правительству Королевства Венгрии избежать ответственности за участие в войне в качестве союзника нацистской Германии.
Бём лично знал Рауля Валленберга — отпрыска богатейшей семьи Швеции. Шведский историк Вильгельм Агрелл на основании своих архивных изысканий заявил, что в эмиграции Бём якобы был двойным агентом, работая не только на английскую, но и на советскую разведку. Это повлекло за собой иск к Агреллу по обвинению в диффамации со стороны правнуков, Томаша и Штефана Бёма. Шведский суд не нашёл оснований для удовлетворения иска, хотя Агрелл не смог представить новых доказательств, кроме телеграммы, где Бём упоминается наряду с другими правительственными деятелями, зашифрованными под псевдонимами.
После Второй мировой войны Бём вернулся из Швеции на родину, он опять примкнул к той части социал-демократов, которые были против альянса с коммунистами. В 1946 году его отправили обратно в Швецию, где он стал первым посланником социалистической Венгрии. После объединения социал-демократической и коммунистической партии Венгрии Бём подал в отставку с должности посла. 3 июня 1949 года был лишён венгерского гражданства, а 28 октября того же года умер в Стокгольме.
Автор мемуаров «Дважды в эмиграции».